# Aleanca Kuq e Zi
Die Aleanca Kuq e Zi (albanisch für „Allianz Rot und Schwarz“; Akronym: AKZ) ist eine Partei in Albanien, die nationalistisch sowie rechtspopulistisch gerichtet ist. Seit ihrer Gründung 2012 hat sie bei den teilgenommenen Wahlen stets die Prozenthürden verfehlt und konnte bisher kein Parlaments- oder Lokalmandat gewinnen.
Die AK tritt im Kosovo, in Mazedonien und in der albanischen Diaspora als Organisation und Bürgerinitiative auf. Parteivorsitzender war seit der Gründung Kreshnik Spahiu, der 2017 von Lumturi Ratkoceri abgelöst wurde.

## Politische Ausrichtung
Die Aleanca Kuq e Zi strebt die Vereinigung von Albanien und Kosovo an. Sie stellt sich gegen die albanisch-orthodoxe Kirche, da diese Verbindungen nach Griechenland hat. „Mischehen“ zwischen Albanern und Mazedoniern lehnt sie ab. In ihrem Parteiprogramm fordert die AK einen starken und durchsetzungsfähigen Rechtsstaat („Law-and-Order-Politik“).
Der Philosoph und Philologe Vincent W. J. van Gerven Oei, der unter anderem an der University of New York in Tirana und an der Koninklijke Academie van Beeldende Kunsten in Den Haag lehrt, bezeichnete in einem Artikel auf seinem Blog continent die Partei als faschistisch bzw. neofaschistisch. Die Politiker der Allianz, allen voran ihr Vorsitzender Spahiu, bedienen sich einem die benachbarten Völker diskriminierenden Wortschatz und bewerten das albanische Volk als „etwas Besseres“.

## Geschichte
Am 18. November 2011 wurde die Tochterorganisation für Frauen und Mädchen Aleanca e grave dhe vajzave Kuq e Zi gegründet.
Bis zum 20. März 2012 hatte die AK noch den Status einer politischen Bewegung, als sie seitdem in Albanien als Partei registriert ist.
Die Allianz nahm an der Parlamentswahl vom 23. Juni 2013 teil und erzielte ein vergleichsweise schlechtes Ergebnis. Sie erreichte nur 0,59 % der Gesamtstimmen, was für eine Repräsentation im Parlament nicht reichte. Die Kommunalwahlen 2015 wurden von der Partei boykottiert.
Im Vorfeld der albanischen Parlamentswahl im Sommer 2017 gab Kreshnik Spahiu im Mai seinen Rückzug aus der Politik bekannt und trat endgültig vom Vorsitz der Alenca Kuq e Zi zurück. Zur Parteivorsitzenden wurde sodann die Intellektuelle Lumturi Ratkoceri gewählt.

## Petitionen

### Gegen Ethnie- und Religionsabfragungen in Volkszählungen
2011 begann die Allianz mit dem Einsammeln von Unterschriften für eine Petition an das Albanische Parlament, welche vorsieht, in zukünftigen Volkszählungen Fragen über Ethnie und Religion gesetzlich zu verbieten. Anlass für dieses Vorgehen ist die nächste große Volkszählung in Albanien, die am 1. Oktober 2011 stattfinden soll, in der zum ersten Mal seit dem Fall des Kommunismus auch die Religion und Ethnie befragt werden sollen. Die Aleanca Kuq e Zi ist gegen eine solche Idee, da sie den laizistischen Staat Albanien damit gefährdet sieht. Zudem könnten sich viele Südalbaner bei der Ethnie-Frage als Griechen ankreuzen; dadurch erhoffen sich viele, eine Arbeitsbewilligung für Griechenland zu erhalten. Falls diese Fälle eintreten sollten, könnten sich griechische Autonomiebestrebungen in einigen Gebieten Südalbaniens (siehe hierzu: Nordepirus) intensivieren, so die Allianz.
Am 22. Juni überreichte die Allianz ihre von Tausenden Unterstützern unterzeichnete Petition an das Parlament; einige Abgeordnete bekundeten bereits ihre Sympathie gegenüber der Idee. Doch am 28. Juni wurde im Parlament eine außerordentliche Sitzung einberufen (die Opposition war nicht anwesend; siehe Politische Krise in Albanien seit 2009), um einen Gesetzesentwurf über die Befragung von Ethnie und Religion in Volkszählungen anzunehmen, welcher vorsieht, regelmäßig die erwähnten Angaben von der Bevölkerung abzufragen. Der Entwurf wurde mit 71 Stimmen angenommen. Vor dem Parlamentsgebäude protestierten die Sympathisanten der Allianz vergebens.
Der griechische Europaabgeordnete Nikolaos Salavrakos von der rechtspopulistischen LAOS bezeichnete die Aleanca Kuq e Zi als ultrarechte, finanziell gut ausgestattete Organisation zur Verbreitung von Fremdenfeindlichkeit. Das Mitglied des Obersten Gerichtshofs Albaniens Lorena Kodra soll nach seinen Angaben wegen ihrer Ablehnung der von der Aleanca Kuq e Zi geforderten Abschaffung der Religionszugehörigkeit und der ethnischen Herkunft in künftigen Volkszählungen entlassen worden sein, was auf die Leitung der Allianz durch ein hochrangiges Mitglied des Justizrates hindeute.

### „Ein Volk, ein Pass“
In der Vorbereitungsphase befindet sich eine weitere Petition der Aleanca Kuq e Zi. Një Komb Një Pasaportë („Ein Volk, ein Pass“) sieht vor, die Verfassung Albaniens von 1998 in einigen Abschnitten bezüglich der albanischen Staatsbürgerschaft zu verändern. Neu soll jeder (ethnische) Albaner den albanischen Pass bekommen können. Also auch diejenigen, die außerhalb Albaniens in Kosovo, Mazedonien, Serbien, Montenegro und in der Diaspora leben. Sie begründet dieses Vorgehen einerseits mit dem Recht jedes Albaners, die Staatsbürgerschaft seines Mutterlandes zu bekommen, andererseits mit dem Vorgehen der Nachbarländer Griechenland, Serbien und Bulgarien, die diese Regelung schon lange anwenden.
Mit dieser Initiative würden die Praktiken der Region besonders gegen die bosnische und albanische Bevölkerung  identifiziert, aufgedeckt und öffentlich gemacht. Obwohl die Regierungen der jeweiligen Länder Harmlosigkeit vortäuschten, stelle Serbien Pässe für die serbischen Bürger in Bosnien und Kosovo, Kroatien für kroatische Bürger in Bosnien und Griechenland mache das gleiche in Südalbanien.

### Vereinigung von Albanien und Kosovo
Im Januar 2013 strengte die Aleanca Kuq e Zi ein Referendum über die Vereinigung von Albanien und Kosovo an.